# Scopula dimoeroides
Scopula dimoeroides är en fjärilsart som beskrevs av Claude Herbulot 1955. Scopula dimoeroides ingår i släktet Scopula och familjen mätare. Inga underarter finns listade.